# Suniops apicalis
Suniops apicalis es una especie de coleóptero de la familia Attelabidae.

## Distribución geográfica
Habita en Filipinas.